# 9287 Klima
A 9287 Klima (ideiglenes jelöléssel (9287) 1981 ER43) a Naprendszer kisbolygóövében található aszteroida. Schelte J. Bus fedezte fel 1981. március 6-án.